# Lippenbremse
Als Lippenbremse (auch dosierte Lippenbremse oder Presslippenatmung; gelegentlich auch Bremsatmung oder Atembremse) wird eine spezielle Atemtechnik bei Erkrankung des Bronchialsystems (Asthma bronchiale, Chronisch obstruktive Lungenerkrankung (COPD)) bezeichnet. Hierbei wird gegen die locker aufeinanderliegenden Lippen ausgeatmet. Der dadurch erhöhte Widerstand bei der Ausatmung sorgt für einen Luftrückstau, welcher den Luftdruck in den Bronchien erhöht und einen Kollaps der Atemwege verhindert. Dies ermöglicht zusätzlich einen vermehrten Schleimabtransport.

## Technik
Empfohlen wird das „Atmen mit gespitzten Lippen“ mit einer „Verkleinerung der Mundöffnung bei der Ausatmung. Bei der Lippenbremse wird Luft zurückgehalten. Dadurch kommt es zur Erhöhung des intrapulmonalen Drucks zur Verhinderung eines Bronchialkollapses.“
Die Technik wird in Patientenschulungen gezielt geübt (Physiotherapie, Atemtherapie) und kann bei Luftnot, neben Medikamenten, als Notfallmaßnahme angewandt werden oder auch eine Luftnotkrise verhindern.

## Physiologie
Die Lippenbremse führt zu einer Druckerhöhung innerhalb der Atemwege und zu einer Verhinderung des exspiratorischen Kollapses der Alveolen. Die Methode erlaubt eine Entblähung der überblähten Lunge und eine Verschiebung zur niedrigeren Atemmittellage im Druck-Volumen-Diagramm, sobald der Patient die Lippenbremse mit kleinen Einatemzügen und langen Ausatemzügen beherrscht.
Die exspiratorische Atemwegsstenosierung wird durch eine Engstellung der Lippenspalte oder der Stimmbänder nach außen verlegt. Dadurch wird der endobronchiale Druck künstlich hochgehalten und dem Bronchialkollaps entgegengewirkt. Äußerlich erkennbar ist häufig eine begleitende Zyanose bei unzureichender Oxygenisierung des Blutes in der Lunge.
Bei der Presslippenatmung entsteht ein erhöhter Widerstand bei der Ausatmung. Daraus resultiert ein Luftrückstau, der den Luftdruck in den Bronchien erhöht und einen Kollaps der kleinen Atemwege verhindert. Bei sehr tiefer Exspiration kann sie auch die Mobilisation des Bronchialsekrets begünstigen.
Aus physikalischer Sicht kommt es beim Pranayama während einer feinen, sehr langsamen Atmung zu einer turbulenzarmen laminaren Luftströmung in den Atemwegen und Bronchien, was die biochemischen Gasaustauschprozesse der Lunge optimiert. Verschiedene medizinische Studien zeigten positive Effekte von Qigong und einer regelmäßigen Pranayama-Atmung beim Yoga.

## Anwendung
Bei einer Kurzatmigkeit, bei einer Panikattacke und bei Hustenanfällen kann die Lippenbremse die Beschwerden lindern. Nach großer körperlicher Anstrengung führt eine Lippenbremse zur schnelleren Beruhigung. Eine flache Atmung kann zum Beispiel bei großem Stress die Lungenventilation beruhigen, verlangsamen und vertiefen. Auch bei Lampenfieber und Prüfungsangst hilft mitunter eine Atembremse.

## Hilfsmittel
Als technische Hilfsmittel gibt es Geräte zur Erhöhung des Ausatmungswiderstandes (positiv exspiratory pressure = PEP-Geräte), ähnlich der entsprechenden Technik in der intensivmedizinischen Beatmung (positiv end-exspiratory pressure, PEEP).